# Сімейна картина
«Сімейна картина» (первинна назва «Картина сімейного щастя») - п'єса російського письменника  Олександра Островського, написана в 1846-1847 роках. Вперше надруковано 14 і 15 березня 1847 року в газеті «Московский городской листок».

## Історія створення
Основою для п'єси «Сімейна картина» послужила більш рання п'єса Островського «Позовне прохання», яка була задумана Островським як комедія в кількох актах, проте залишилася незавершеною. Замість багатоактної комедії Островський вирішив, скориставшись вже зробленим, написати одноактну.
Островський почав переробку комедії 26 січня, а закінчив 14 лютого 1847 року. Це була перша закінчена п'єса драматурга. У той же день, за порадою своїх друзів, він прочитав її в присутності ряду літераторів, на публічних зборах (у професора  Шевирьова). П'єса справила на слухачів велике враження.
Згадуючи про це читання, Островський писав: «Найпам'ятніший для мене день у моєму житті 14 лютого 1847 року. З цього дня я став вважати себе російським письменником, і вже без сумнівів і коливань повірив у своє покликання».
Цензор дав негативний відгук про п'єсу. На підставі цього відгуку п'єса 28 серпня 1847 року була заборонена до постановки.
26 вересня 1855 року «Картина сімейного щастя» з деякими цензурними вилученнями була допущена до постановки.
Змінивши назву п'єси на «Сімейну картину» і внісши в неї ряд поправок, Островський вдруге надрукував її 1856 року в журналі «Современник».

## Дійові особи
- Антип Антіпич Пузатов, купець, 35 років.
- Мотрона Савишна, дружина його, 25 років.
- Марія Антипівна, сестра Пузатова, дівчина, 19 років.
- Степанида Трохимівна, мати Пузатова, 60 років.
- Парамон Ферапонтич Шірялов, купець, 60 років.
- Дар'я, покоївка Пузатових.